# Memores Domini
I Memores Domini sono un'associazione laicale cattolica i cui membri vivono i precetti di povertà, castità e obbedienza sotto l'egida del movimento ecclesiale di Comunione e Liberazione, avendo come ambito di apostolato il mondo del lavoro. L'associazione viene chiamata dagli aderenti e dai simpatizzanti di Comunione e Liberazione anche Gruppo Adulto.
Sebbene i suoi membri provengano dal movimento fondato da Mons. Luigi Giussani, quest'ultimo non ha fondato i Memores Domini, ma ha assecondato l'aspirazione di alcuni suoi ex-studenti a vivere secondo i precetti di povertà, castità e obbedienza, nel rispetto dell'imperativo benedettino ora et labora.
Dopo la morte di mons. Luigi Giussani, l'assistente designato dalla Santa Sede per la assistenza spirituale dei Memores Domini è don Julián Carrón, sacerdote spagnolo che è stato anche presidente della Fraternità di Comunione e Liberazione dal 2005 al 2021.
Il decreto di riconoscimento del Pontificio Consiglio per i Laici porta la data dell'8 dicembre 1988.
L'8 settembre 2021 un decreto di papa Francesco affida a mons. Filippo Santoro l'incarico di  «promuovere l’unità tra i Memores Domini e la custodia del carisma». Su suo impulso , è stato approvato il nuovo statuto dell'associazione durante l'assemblea generale straordinaria, svoltasi a Castione della Presolana dal 24 al 30 luglio 2024.